# Факел (спецподразделение)
Отдел специального назначения «Факел» (до 1998 года отряд специального назначения «Факел») — спецподразделение Управления Федеральной службы исполнения наказаний России по Московской области, один из базовых отделов специального назначения в Центральном федеральном округе.

## История
Отряд специального назначения «Факел» был образован 31 мая 1991 года в соответствии с приказом МВД СССР от 13 ноября 1990 года, регламентировавшим образование соответствующих отрядов для борьбы против преступности, предотвращения групповых противоправных действий осужденных и лиц, заключенных под стражу, а также профессионального проведения мероприятий по защите личного состава от преступных посягательств.
Отдел неоднократно участвовал в контртеррористических операциях на Северном Кавказе. Помимо этого, в 2006 году отдел «Факел» вместе с бойцами отдела «Сатурн» УФСИН по городу Москве участвовал в операции по освобождению захваченных в заложники 15 сотрудников следственного изолятора «Капотня» (трое заключённых взяли заложников). В ходе штурма никто не пострадал, а трое преступников были задержаны.
В 2016 году отдел специального назначения участвовал в показательных выступлениях, состоявшихся в Подмосковье в рамках первой международной конференции по вопросам подготовки сотрудников спецназа тюремных ведомств стран мира. В ходе выступлений он продемонстрировал возможности освобождения заложников и подавления беспорядков в МЛС, а также навыки рукопашной борьбы и возможности выносливости бойцов (двое оперативников на тросе протащили БТР массой 17 т).
В 2020 году по случаю 30-летия со дня образования отделов специального назначения состоялся конкурс на лучший логотип отряда в Telegram и Instagram: «Факел» занял 3-е место, выиграв голосование в Instagram.
В 2021 году по случаю 30-летия юбилея отдела специального назначения «Факел» его сотрудники в рамках акции «Готовь, как спецназ» приняли участие в приготовлении хашламы: помощь им оказывал повар и полицейский Арсен Корнаухов, автор самой большой в мире шаурмы (113 м, приготовлена в Щёлкове в 2019 году).

## Личный состав
Первым командиром отряда был Владимир Штаненко, в 1994—1998 годах отрядом командовал Сергей Копытенко. Пост начальника отдела специального назначения на 2019 год занимал полковник Алексей Чепурин, пост заместителя начальника отдела — капитан внутренней службы Александр Синев. За всё время служебно-боевых командировок в горячие точки отряд не потерял ни одного человека убитым: трое были ранены, один контужен.
Из личного состава государственными наградами отмечены:
- Орден Мужества — 7 человек
- Медаль ордена «За заслуги перед Отечеством» II степени — 27 человек

В настоящее время в отделе несут службу воспитанники клуба при ПГОО «Братство десантников».
- Медаль «За отвагу» — 31 человек
- Медаль Жукова — 5 человек
- Медаль Суворова — 35 человек
- Медаль «За отличие в охране общественного порядка» — 11 человек

### Известные сотрудники
- Сейран Гюльвердиев, подполковник внутренней службы. Вечером 27 февраля 2019 года стал свидетелем нападения на продуктовый магазин, когда неизвестный выстрелил в продавца из огнестрельного оружия несколько раз. Гюльвердиев скрутил налётчика, удерживая его до прибытия наряда полиции. За содействие органам внутренних дел РФ в работе по охране общественного порядка награждён медалью «За отличие в охране общественного порядка»[1].
- Александр Клюшев[англ.], чемпион Европы по пауэрлифтингу 2008, участник турнира World’s Strongest Man 2009 года[англ.][1]; кандидат в депутаты Совета народных депутатов города Владимира в 2011 году[9].
- Алексей Прохоров, мастер спорта по рукопашному бою, мастер спорта по самбо[1].
- Арина Казарян, мастер спорта международного класса по универсальному бою, мастер спорта по рукопажному бою, инструктор группы служебно-боевой подготовки ОСН «Факел»[1].
- Владимир Быковский, подполковник внутренней службы, член Общественной палаты Подольска, «краповый берет»[3].